# Gezer
Gezer (גזר) (prononcer : « Guézer ») est une ville de l'Israël antique. Les chercheurs estiment que Gezer doit être identifiée à Tel Guezer (Tell el-Jezer ou Abu Shusheh) en Israël, à mi-chemin environ sur la route entre Jérusalem et Jaffa. 

## Identification
Gezer se situait à la limite nord de la Shéphélah, environ à 30 km à l'ouest de Jérusalem. C'était la jonction entre la Route de la côte (d'importance internationale) et la route menant à Jérusalem en suivant la vallée d'Ayalon. Depuis Gezer, on pouvait donc contrôler visuellement la plaine côtière, ce qui en faisait un site d'importance militaire stratégique.
À l'époque biblique, à partir du Xe siècle av. J.-C., Gezer compte parmi les villes les plus importantes de la Terre d'Israël du fait de sa situation stratégique, au carrefour des routes conduisant de la côte méditerranéenne à Jérusalem.
L'approvisionnement de la ville se fait alors grâce à la présence de deux sources; Eïn-Yarda à 800 m à l'est du Tel et Eïn-Bouss au sud-est. Gezer est ainsi cerné de terres particulièrement fertiles. On accède alors à la ville installée sur Gezer par le sud, d'où la présence de fortifications plus importantes dans cette partie-ci de la ville.
À l'époque des Croisés, Gezer est rebaptisé « mont Gizar » et devient le cadre d'un ultime combat entre chrétiens et les armées musulmanes de Saladin en 1177.
Le 16 novembre 1917, au cours de la Première Guerre mondiale, Gezer est conquise par les divisions britanniques qui repoussent les forces turco-allemandes.
Pendant la guerre israélo-arabe de 1948, une unité de la brigade Guivati s'empare du lieu au cours de l'opération Maccabée, les 13 et 14 mai 1948.
On peut voir aujourd'hui, sur les flancs du Tel, le tombeau du sheikh Mouhamad el Jazarid, dont le nom pourrait faire référence à "Gezer".

### Mentions dans la Bible
Gezer est mentionnée de nombreuses fois dans les écrits bibliques, tel que lors de la conquête du pays d'Israël sous la direction de Josué (Jos 10,33) et dans la liste des rois du pays de Canaan soumis durant cette même période (Jos 12,12). Gezer fait partie alors du territoire accordé à la tribu d'Éphraïm (Jos 16,3).
La ville fut donnée aux Lévites (Jos 21,21). La ville est le cadre des batailles durant lesquelles s'affronteront Philistins et soldats du roi David, dont il est dit avoir brisé le joug « depuis Geba jusqu'à Gezer » (1 Chr 20,4). C'est là que s'est arrêtée sa poursuite des Philistins (2 Sam 5,25 ; 1 Chr 14,16) après la bataille de Baal-Perazim (en).
Après cela, le Pharaon (Siamon) d'Égypte la conquerra et en fera la dot de l'une des épouses de Salomon (1 R 9,16). Salomon fortifiera la ville en même temps que celles de Hatzor, Megiddo et Jérusalem -1 R 9,15-, fortifications dont on retrouvera la porte principale de la ville sur le site archéologique. En 925 av. J.-C. la ville est en partie détruite lors de la campagne du pharaon Sheshonq Ier en Terre d'Israël, époque à partir de laquelle Gezer perdra de son influence et de son importance.
Lors de la révolte des Maccabées, Gezer est de nouveau et à plusieurs reprises mentionnées dans les livres des Macchabées; Judas Maccabée, après sa victoire à Emmaüs, poursuivra ce qui reste de l'armée séleucide jusqu'à Gezer. Puis, à la suite de la victoire de Bacchidès sur Judas Maccabée, Simon son frère reconquerra Gezer, y construira son palais et y nommera son fils, Jean Hyrcan Ier, chef des armées.

### Dans la civilisation égyptienne
Gezer est mentionnée dans les écrits égyptiens, comme ceux de Thoutmôsis III ou dans les lettres d'Amarna ; le pharaon Merenptah se vante aussi d'avoir "saisi Gezer".

## Site archéologique
Tel Gezer (תל גזר) est le site archéologique de la ville de Gezer, s'élevant à une altitude de 229 m, et situé à 8 km au sud-est de Ramla (Israël). Le site en lui-même s'étend sur une surface de 12 hectares.
Le site en a été découvert par Charles Clermont-Ganneau en 1871.
Dans les écrits de Tell el-Amarna, Gezer est mentionnée de nombreuses fois comme l'une des villes principales de la Terre d'Israël du milieu du XIVe siècle av. J.-C. Parmi ces derniers on retrouve les messages de trois gouverneurs de Gezer adressées aux pharaons Amenhotep III et Amenhotep IV, de nombreux messages adressés par différents royaumes de la Terre d'Israël voisins de Gezer mentionnant cette dernière et dans lesquels est fait allusion à une alliance contractée entre les villes de Gezer, Lakish et Kila contre le royaume de Jérusalem.
Lors des fouilles archéologiques menées au palais du roi d'Assyrie Teglath-Phalasar III, on a retrouvé une plaque en pierre, sur laquelle est gravé le déroulement du siège de Gezer entrepris par ce dernier, certainement lors de sa campagne guerrière de 734 av. J.-C. en Terre d'Israël.
Durant le règne de Ézéchias, roi de Judée à la fin du VIIIe siècle av. J.-C., Gezer est compris dans le royaume de Judée; en témoignent les nombreux sceaux royaux retrouvés sur le site.
Après le retour du peuple juif de son exil à Babylone, il semblerait, d'après l'avis de certains spécialistes, que Gezer soit de nouveau compris dans le nouveau royaume juif, au vu des nombreux sceaux retrouvés sur le Tel et mentionnant les noms de « Judée » et de « Jérusalem ».
Tel Gezer comprend différents vestiges archéologiques des époques hellénistique et romaine, dont deux bains publics, plusieurs mikvé plusieurs complexes d'inhumation. On note également la présence de quelques tombes juives qui témoignent d'une présence juive sur les lieux après la destruction du second Temple de Jérusalem. Puis Gezer est progressivement abandonné au cours de l'époque romaine.
Il semblerait qu'en 1177, Baudouin IV ait remporté la bataille de Montgisard à proximité.

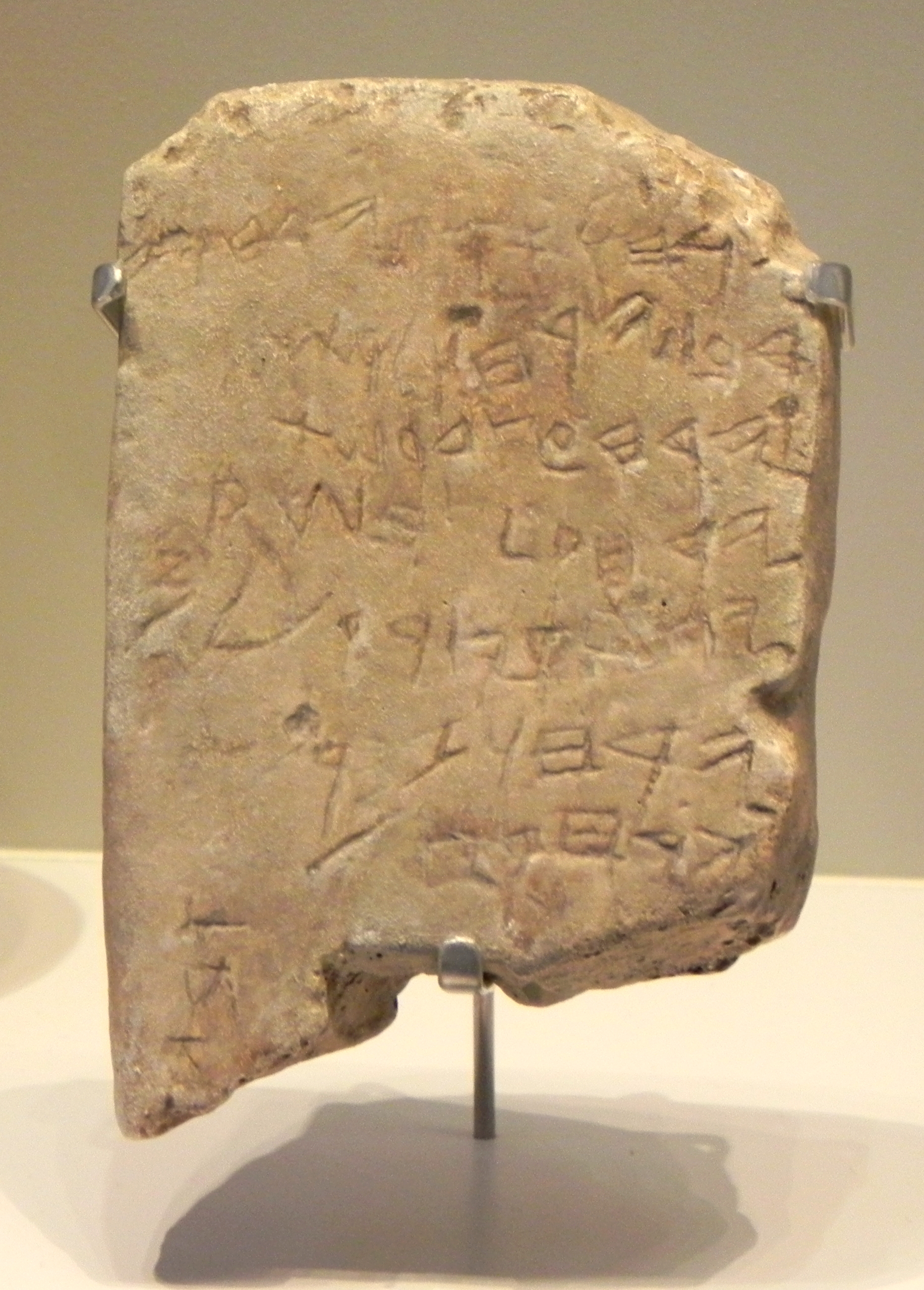
Réplique du calendrier de Geezer au musée de Jérusalem

L'une des découvertes les plus intéressantes de ces fouilles est le calendrier de Gezer, mis au jour par Macalister. 
Comme autres découvertes intéressantes, on peut mentionner :
- 10 mégalithes monumentaux qui délimitaient peut-être un haut-lieu cananéen
- 9 pierres garnies d'inscription, qui servaient de délimitation et qui ont permis d'identifier positivement le site
- 1 porte à 6 chambres semblable à celles trouvées à Hazor et à Megiddo.

## Fouilles archéologiques
Les fouilles archéologiques à Gezer ont ensuite été poursuivies très régulièrement et c'est l'un des sites les plus fouillés de Palestine :
Robert Macalister a dirigé les fouilles sur le site entre 1902 et 1907 pour le Palestine Exploration Fund. Macalister a géré l'étude de la découverte de divers objets anciens et des constructions et systèmes de défense. Il a aussi établi la datation des diverses couches d'habitation, même si depuis ses conclusions ont été contestées. 
Alan Rowe en 1934.
G.E. Wright en 1964 / 1965 à la tête d'une expédition du Hebrew Union College) 
De 1964 à 1973, c'est l'université Harvard qui finance les fouilles du site. Les premiers vestiges de présence humaine, datant de l'époque chalcolithique, y sont alors découverts. Les hommes de l'époque avaient alors pour coutume d'incinérer leur morts à l'intérieur de grottes situées au sommet du Tel. La ville se développe considérablement à l'époque du bronze ancien. De cette dernière est mise entre autres au jour, la statue d'un général égyptien de la XIIe dynastie. De l'époque du bronze final datent les premières fortifications de la ville. De cette époque est découverte une pierre sur laquelle apparaissent 3 lettres de l'alphabet proto-cananéen. C'est également à cette époque qu'une source historique mentionne Gezer dans la liste des villes de la Terre d'Israël conquises lors de la campagne du pharaon Thoutmôsis III en 1468 av. J.-C.. De nouveau Gezer est mentionnée sur une stèle, au sujet de prisonniers originaires de la ville et capturés à l'époque du pharaon Thoutmôsis IV au XVe siècle av. J.-C. Du règne de ce dernier date l'inscription retrouvée sur le lieu et relatant l'épisode de la soumission du gouverneur de Gezer au pharaon.
William Dever et Yigael Yadin avec l'université Andrews ont mené une expédition en 1990.
Des fouilles ont été reprises en juin 2006 par un consortium d'institutions sous la direction de Steve Ortiz (Séminaire théologique baptiste du Sud-Ouest) et Sam Wolff (Israel Antiquities Authority). Le projet relatif aux fouilles de Tel Gezer (fouilles et publications) est un projet pluridisciplinaire qui vise l'histoire de l'âge de fer de l'ancienne cité de Tel Gezer.
En 2010, une équipe du Séminaire théologique baptiste de la Nouvelle-Orléans, en partenariat avec l'Autorité israélienne des parcs et l'Autorité israélienne des antiquités, a lancé un effort pour nettoyer un tunnel d'eau, découvert pour la première fois par Macalister une centaine d’année auparavant.